# Graatgewelf

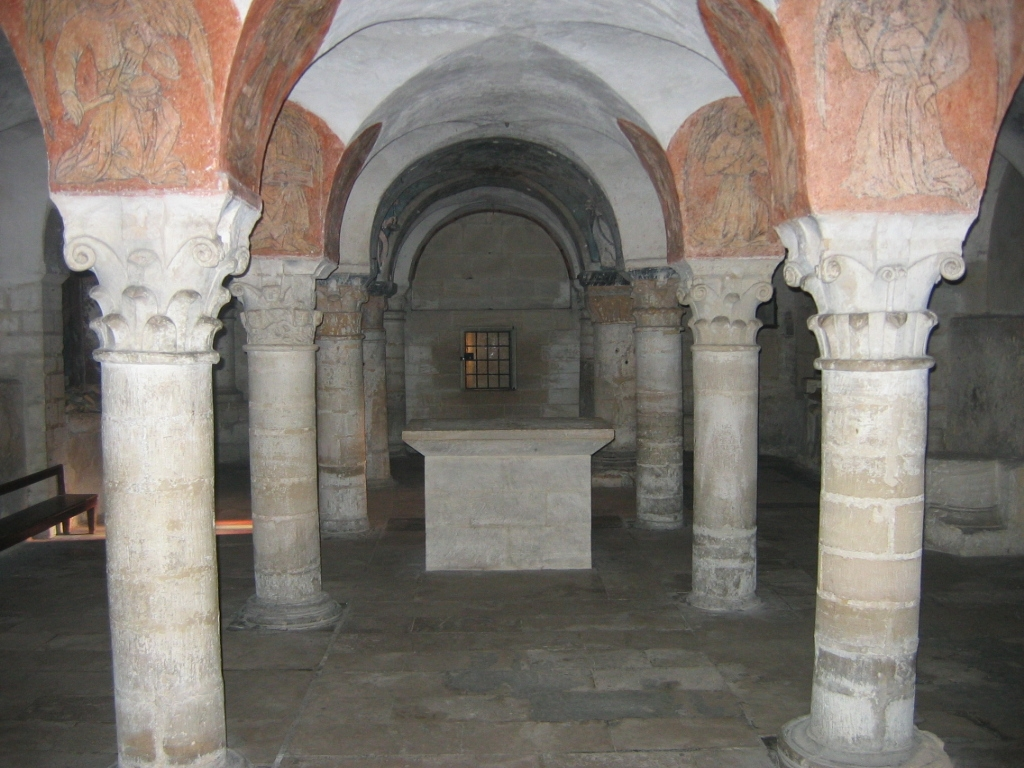
Voorbeeld van een kruisgraatgewelf in de crypte onder de Kathedraal Notre-Dame te Bayeux

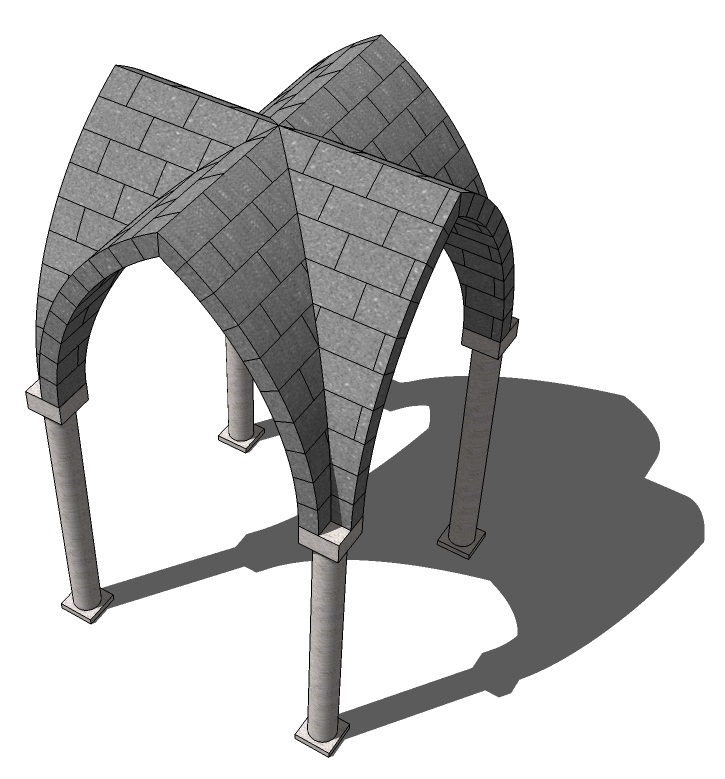
Schematisch bovenaanzicht van een spitsboogvormig kruisgraatgewelf.

Een graatgewelf is een gewelfvorm waarbij er vanuit iedere hoek van het gewelf een graat loopt naar het centrum. In de meeste gevallen gaat het om een kruisgraatgewelf: vanuit de vier hoekpunten loopt er dan een graat naar het midden en het grondplan is dan vierkant of rechthoekig. Ook kan een graatgewelf een andere grondvorm hebben, dan is het geen kruisgraatgewelf meer, maar enkel een graatgewelf.
Tussen de graten liggen de gewelfkappen. Een kruisgraatgewelf heeft vier gewelfkappen, andere graatgewelven is het afhankelijk van de situatie. De gewelfkappen zijn zelf de dragende elementen, in tegenstelling tot een kruisribgewelf, waar de ribben de dragende elementen zijn. Doordat de kappen tegen elkaar liggen, heffen zij de druk op en geleiden zij die naar een muur of pilaar.
Een graatgewelf komt in de romaanse architectuur het meest voor na het tongewelf. Door de graten te versterken met een gewelfrib ontstaat er een ribgewelf, waarop de gotiek zich verder ontwikkeld heeft.